# Tour de France 2013 – 11. etap
11. etap kolarskiego wyścigu Tour de France 2013 odbył się 10 lipca. Start etapu miał miejsce w miejscowości Avranches, zaś meta w Mont-Saint-Michel. Etap liczył 33 kilometry i zorganizowany był w formule indywidualnej jazdy na czas.
Zwycięzcą etapu został Tony Martin. Drugie miejsce zajął Chris Froome, a trzecie Thomas De Gendt.

## Wyniki etapu
| Msc. | Zawodnik                     | Państwo           | Zespół                  | Czas     | Punkty |
| ---- | ---------------------------- | ----------------- | ----------------------- | -------- | ------ |
| 1.   | Tony Martin                  | Niemcy            | Omega Pharma-Quick Step | 36' 29”  | 20     |
| 2.   | Chris Froome                 | Wielka Brytania   | Sky Procycling          | + 12"    | 17     |
| 3.   | Thomas De Gendt              | Belgia            | Vacansoleil-DCM         | + 1' 01" | 15     |
| 4.   | Richie Porte                 | Australia         | Sky Procycling          | + 1' 21" | 13     |
| 5.   | Michał Kwiatkowski           | Polska            | Omega Pharma-Quick Step | + 1' 31" | 11     |
| 6.   | Svein Tuft                   | Kanada            | Orica GreenEDGE         | + 1' 35” | 10     |
| 7.   | Sylvain Chavanel             | Francja           | Omega Pharma-Quick Step | + 1' 37" | 9      |
| 8.   | Jérémy Roy                   | Francja           | FDJ.fr                  | + 1' 43" | 8      |
| 9.   | Tom Dumoulin                 | Holandia          | Team Argos-Shimano      | + 1' 45” | 7      |
| 10.  | Jonathan Castroviejo Nicolás | Hiszpania         | Movistar Team           | + 1' 52" | 6      |
| 11.  | Bauke Mollema                | Holandia          | Belkin Pro Cycling      | + 2' 05” | 5      |
| 12.  | Andrew Talansky              | Stany Zjednoczone | Garmin-Sharp            | + 2' 08” | 4      |
| 13.  | Alejandro Valverde           | Hiszpania         | Movistar Team           | + 2' 12" | 3      |
| 14.  | Lars Ytting Bak              | Dania             | Lotto-Belisol           | + 2' 15” | 2      |
| 15.  | Alberto Contador             | Hiszpania         | Team Saxo-Tinkoff       | + 2' 15” | 1      |
| 16.  | Roman Kreuziger              | Czechy            | Team Saxo-Tinkoff       | + 2' 18” | —      |
| 17.  | Peter Sagan                  | Słowacja          | Cannondale              | + 2' 18" | —      |
| 18.  | Maciej Bodnar                | Polska            | Cannondale              | + 2' 21" | —      |
| 19.  | Jean-Christophe Péraud       | Francja           | Ag2r-La Mondiale        | + 2' 22" | —      |
| 20.  | Michael Rogers               | Australia         | Team Saxo-Tinkoff       | + 2' 26" | —      |
| 21.  | Cadel Evans                  | Australia         | BMC Racing Team         | + 2' 30" | —      |
| 22.  | Laurens ten Dam              | Holandia          | Belkin Pro Cycling      | + 2' 32" | —      |
| 23.  | Rubén Plaza Molina           | Hiszpania         | Movistar Team           | + 2' 32" | —      |
| 24.  | Peter Velits                 | Słowacja          | Omega Pharma-Quick Step | + 2' 32" | —      |
| 25.  | Maxime Monfort               | Belgia            | RadioShack-Leopard      | + 2' 33" | —      |
| 26.  | David Millar                 | Wielka Brytania   | Garmin-Sharp            | + 2' 34" | —      |
| 27.  | José Rodolfo Serpa Pérez     | Kolumbia          | Lampre-Merida           | + 2' 34" | —      |
| 28.  | Nicolas Roche                | Irlandia          | Team Saxo-Tinkoff       | + 2' 35" | —      |
| 29.  | Tony Gallopin                | Francja           | RadioShack-Leopard      | + 2' 37" | —      |
| 30.  | Lieuwe Westra                | Holandia          | Vacansoleil-DCM         | + 2' 37" | —      |

## Klasyfikacje po etapie

### Klasyfikacja generalna
| Msc. | Zawodnik                   | Państwo         | Zespół                  | Czas        |
| ---- | -------------------------- | --------------- | ----------------------- | ----------- |
|      | Chris Froome               | Wielka Brytania | Sky Procycling          | 42h 29' 24" |
| 2.   | Alejandro Valverde         | Hiszpania       | Movistar Team           | + 3' 25"    |
| 3.   | Bauke Mollema              | Holandia        | Belkin Pro Cycling      | + 3' 37"    |
| 4.   | Alberto Contador           | Hiszpania       | Team Saxo-Tinkoff       | + 3' 54"    |
| 5.   | Roman Kreuziger            | Czechy          | Team Saxo-Tinkoff       | + 3' 57"    |
| 6.   | Laurens ten Dam            | Holandia        | Belkin Pro Cycling      | + 4' 10"    |
| 7.   | Michał Kwiatkowski         | Polska          | Omega Pharma-Quick Step | + 4' 44"    |
| 8.   | Nairo Quintana             | Kolumbia        | Movistar Team           | + 5' 18"    |
| 9.   | Rui Alberto Faria da Costa | Portugalia      | Movistar Team           | + 5' 37"    |
| 10.  | Jean-Christophe Péraud     | Francja         | Ag2r-La Mondiale        | + 5' 39"    |
| 11.  | Joaquim Rodríguez Oliver   | Hiszpania       | Katusha Team            | + 5' 48"    |
| 12.  | Jakob Fuglsang             | Dania           | Astana Pro Team         | + 5' 48"    |
| 13.  | Daniel Martin              | Irlandia        | Garmin-Sharp            | + 5' 52"    |
| 14.  | Cadel Evans                | Australia       | BMC Racing Team         | + 6' 54"    |
| 15.  | Mikel Nieve Iturralde      | Hiszpania       | Euskaltel-Euskadi       | + 8' 04"    |
| 16.  | Michael Rogers             | Australia       | Team Saxo-Tinkoff       | + 8' 28"    |
| 17.  | Andy Schleck               | Luksemburg      | RadioShack-Leopard      | + 8' 32"    |
| 18.  | Daniel Moreno Fernandez    | Hiszpania       | Katusha Team            | + 9' 34"    |
| 19.  | Maxime Monfort             | Belgia          | RadioShack-Leopard      | + 10' 16"   |
| 20.  | Igor Antón                 | Hiszpania       | Euskaltel-Euskadi       | + 10' 48"   |

### Klasyfikacja punktowa
| Msc. | Zawodnik                     | Państwo           | Zespół                  | Punkty |
| ---- | ---------------------------- | ----------------- | ----------------------- | ------ |
|      | Peter Sagan                  | Słowacja          | Cannondale              | 269    |
| 2.   | André Greipel                | Niemcy            | Lotto-Belisol           | 186    |
| 3.   | Mark Cavendish               | Wielka Brytania   | Omega Pharma-Quick Step | 166    |
| 4.   | Marcel Kittel                | Niemcy            | Team Argos-Shimano      | 132    |
| 5.   | Alexander Kristoff           | Norwegia          | Katusha Team            | 131    |
| 6.   | Michał Kwiatkowski           | Polska            | Omega Pharma-Quick Step | 101    |
| 7.   | Edvald Boasson Hagen         | Norwegia          | Sky Procycling          | 88     |
| 8.   | Danny van Poppel             | Holandia          | Vacansoleil-DCM         | 87     |
| 9.   | José Joaquín Rojas Gil       | Hiszpania         | Movistar Team           | 84     |
| 10.  | Juan Antonio Flecha Giannoni | Hiszpania         | Vacansoleil-DCM         | 80     |
| 11.  | Thomas De Gendt              | Belgia            | Vacansoleil-DCM         | 63     |
| 12.  | Samuel Dumoulin              | Francja           | Ag2r-La Mondiale        | 60     |
| 13.  | Daryl Impey                  | Południowa Afryka | Orica GreenEDGE         | 56     |
| 14.  | Juan José Lobato             | Hiszpania         | Euskaltel-Euskadi       | 51     |
| 15.  | Simon Gerrans                | Australia         | Orica GreenEDGE         | 47     |

### Klasyfikacja górska
| Msc. | Zawodnik              | Państwo           | Zespół            | Punkty |
| ---- | --------------------- | ----------------- | ----------------- | ------ |
|      | Pierre Rolland        | Francja           | Team Europcar     | 49     |
| 2.   | Chris Froome          | Wielka Brytania   | Sky Procycling    | 33     |
| 3.   | Richie Porte          | Australia         | Sky Procycling    | 28     |
| 4.   | Nairo Quintana        | Kolumbia          | Movistar Team     | 26     |
| 5.   | Mikel Nieve Iturralde | Hiszpania         | Euskaltel-Euskadi | 21     |
| 6.   | Alejandro Valverde    | Hiszpania         | Movistar Team     | 20     |
| 7.   | Simon Clarke          | Australia         | Orica GreenEDGE   | 15     |
| 8.   | Thomas De Gendt       | Belgia            | Vacansoleil-DCM   | 14     |
| 9.   | Peter Kennaugh        | Wielka Brytania   | Sky Procycling    | 14     |
| 10.  | Daniel Martin         | Irlandia          | Garmin-Sharp      | 13     |
| 11.  | Thomas Danielson      | Stany Zjednoczone | Garmin-Sharp      | 12     |
| 12.  | Blel Kadri            | Francja           | Ag2r-La Mondiale  | 12     |
| 13.  | Ryder Hesjedal        | Kanada            | Garmin-Sharp      | 12     |
| 14.  | Romain Bardet         | Francja           | Ag2r-La Mondiale  | 10     |
| 15.  | Bart De Clercq        | Belgia            | Lotto-Belisol     | 10     |

### Klasyfikacja młodzieżowa
| Msc. | Zawodnik               | Państwo           | Zespół                     | Czas         |
| ---- | ---------------------- | ----------------- | -------------------------- | ------------ |
|      | Michał Kwiatkowski     | Polska            | Omega Pharma-Quick Step    | 42h 34' 08"  |
| 2.   | Nairo Quintana         | Kolumbia          | Movistar Team              | + 34"        |
| 3.   | Romain Bardet          | Francja           | Ag2r-La Mondiale           | + 6' 53"     |
| 4.   | Andrew Talansky        | Stany Zjednoczone | Garmin-Sharp               | + 8' 27"     |
| 5.   | Thibaut Pinot          | Francja           | FDJ.fr                     | + 31' 43"    |
| 6.   | Tejay van Garderen     | Stany Zjednoczone | BMC Racing Team            | + 33' 24"    |
| 7.   | Alexis Vuillermoz      | Francja           | Sojasun                    | + 35' 27"    |
| 8.   | Arthur Vichot          | Francja           | FDJ.fr                     | + 39' 41"    |
| 9.   | Tony Gallopin          | Francja           | RadioShack-Leopard         | + 41' 02"    |
| 10.  | Tom Dumoulin           | Holandia          | Team Argos-Shimano         | + 41' 28"    |
| 11.  | Jon Izaguirre Insausti | Hiszpania         | Euskaltel-Euskadi          | + 42' 44"    |
| 12.  | Alexandre Geniez       | Francja           | FDJ.fr                     | + 47' 46"    |
| 13.  | Peter Sagan            | Słowacja          | Cannondale                 | + 49' 23"    |
| 14.  | Peter Kennaugh         | Wielka Brytania   | Sky Procycling             | + 55' 55"    |
| 15.  | Rudy Molard            | Francja           | Cofidis, Solutions Crédits | + 1h 05' 47" |

### Klasyfikacja drużynowa
| Msc. | Zespół             | Państwo           | Czas         |
| ---- | ------------------ | ----------------- | ------------ |
|      | Movistar Team      | Hiszpania         | 126h 47' 47" |
| 2.   | Team Saxo-Tinkoff  | Dania             | + 4' 34"     |
| 3.   | Belkin Pro Cycling | Holandia          | + 6' 06"     |
| 4.   | Ag2r-La Mondiale   | Francja           | + 11' 53"    |
| 5.   | RadioShack-Leopard | Luksemburg        | + 16' 03"    |
| 6.   | Euskaltel-Euskadi  | Hiszpania         | + 19' 25"    |
| 7.   | Katusha Team       | Rosja             | + 23' 25"    |
| 8.   | BMC Racing Team    | Stany Zjednoczone | + 32' 58"    |
| 9.   | Garmin-Sharp       | Stany Zjednoczone | + 33' 33"    |
| 10.  | Sky Procycling     | Wielka Brytania   | + 44' 00"    |